# Missile Defense Agency
Missile Defense Agency (MDA) hay Cục phòng thủ tên lửa à một cơ quan trực thuộc Bộ quôc phòng Hoa Kỳ có trách nhiệm phát triển các biện pháp phòng thủ tên lửa trước các loại tên lửa đạn đạo của đối phương. Tiền thân của cơ quan này là chương trình Strategic Defense Initiative (SDI) được khởi xướng từ năm 1983 bởi tổng thống Mỹ Ronald Reagan dưới sự chỉ huy của Lt. General James Alan Abrahamson. Nó mang tên Bộ phận nghiên cứu phát triển công nghệ trực thuộc Strategic Defense Initiative dưới sự lãnh đạo của Tiến sĩ James Ionson, các nghiên cứu phần lớn dựa trên các nghiên cứu cơ bản tại các phòng thí nghiệm quốc gia, trong các trường đại học và tại các công ty công nghiệp. Những chương trình này được duy trì bằng các khoản đầu tư cho các nhà nghiên cứu hàng đầu trong các lĩnh vực vật lý năng lượng cao, vật liệu tiên tiến, siêu máy tính, và các ngành khoa học khác. Khoản đầu tư tài trợ trực tiếp hỗ trợ cho nghiên cứu của các nhà khoa học hàng đầu, dựa trên khoản tài trợ cho quân sự của Chính phủ Mỹ. Năm 1993 nó được đổi tên thành Ballistic Missile Defense Organization và đổi thành Missile Defense Agency từ năm 2002. Hiện tại giám đốc của Cục phòng thủ là Đô đốc Hải quân Jon A. Hill.
Sự thây đổi đột ngột trong chiến lược tác chiến sau khi Liên Xô sụp đổ đã dẫn đến việc tổng thống Bill Clinton tập trung vào các mối đe dọa từ các tên lửa đạn đạo tầm trung và các mối đe dọa tương tự, và đổi tên Cục phòng thủ thành Tổ chức phòng thủ tên lửa đạn đạo-Ballistic Missile Defense Organization, BMDO. Tổng thống George W. Bush tiếp tục đổi tên thành Missile Defense Agency từ năm 2002.
Missile Defense Agency là đơn vị mà một phần nào đó cũng đảm nhận trách nhiệm cho việc phát triển các hệ thống phòng thủ tên lửa đạn đạo BMD, gồm Patriot PAC-3, Aegis BMD, THAAD và Ground-Based Midcourse Defense với giá thành 194 tỉ đô la. Cục cũng dẫn đầu trong việc phát triển một số dự án khác, bao gồm Multiple Kill Vehicle và Multi-Object Kill Vehicle, Kinetic Energy Interceptor và Airborne Laser. Là một phần trong chương trình SDI và BMDO, MDA tiếp tục được nhận khoản đầu tư nhiên cứu trong lĩnh vực vật lý năng lượng cao, siêu máy tính, siêu vật liệu và một số ngành vật lý mũi nhọn khác.